# Marc Juni Penne (pretor)
Marc Juni Penne (en llatí Marcus Junius Pennus) va ser un magistrat romà. Formava part de la gens Júnia, i era de la família dels Penne
Va arribar a edil curul l'any 205 aC i després a pretor urbà el 201 aC. El menciona Titus Livi.